# A General Description of the West-Indian Islands
A General Description of the West-Indian Islands – poemat angielskiego podróżnika i poety Johna Singletona, opublikowany w 1767 w Londynie nakładem oficyny Jamesa Marksa. Utwór został zadedykowany Charlesowi Pinfoldowi, gubernatorowi Barbadosu (To Charles Pinfold, Esq. LLD. Late Governor of Barbados, this poem is most humbly inscribed and dedicated by the Author). Jest napisany wierszem białym, czyli nierymowanym jambicznym dziesięciozgłoskowcem.